# Карл Берроуз
Ка́рл Берро́уз (англ. Karl Burrows, нар.17 лютого 1969) — англійський колишній професіональний снукерист.

## Кар'єра
Карл Берроуз ніколи не досягав фінальної стадії чемпіонату світу, але кілька разів виходив у фінальні стадії інших рейтингових турнірів. У 1998 році він вийшов 1/8 фіналу British Open , а у 1996 році в 1/16 фіналу Asian Classic переміг Джона Хіггінса з рахунком 5:0 .
4 листопада 1999, на турнірі Benson & Hedges Championship Берроуз зробив максимальний брейк .  Вищий офіційний рейтинг Карла — 69-й (сезон 1998/99) .
Всього в мейн-турі  Берроуз грав 10 сезонів (з 1991/92 по 2000/01).